# 511
El 511 (DXI) fou un any comú començat en dissabte del calendari julià.

## Esdeveniments
- Divisió del Regne dels Francs entre els quatre fills de Clodoveu I.[1]